# Episodi di Grown-ish (prima stagione)
La prima stagione della serie televisiva Grown-ish, composta da 13 episodi, è stata trasmessa sul canale statunitense Freeform dal 3 gennaio al 28 marzo 2018.
In Italia è stata pubblicata interamente su Prime Video il 15 dicembre 2019, e poi su Disney+ il 23 aprile 2021. In chiaro viene trasmessa su Italia 1 dal 27 giugno 2021 alle 07:00.
| n° | Titolo originale                             | Titolo italiano                  | Prima TV USA     | Prima TV Italia  |
| -- | -------------------------------------------- | -------------------------------- | ---------------- | ---------------- |
| 1  | Late Registration                            | I nuovi amici del corso notturno | 3 gennaio 2018   | 15 dicembre 2019 |
| 2  | Bitch, Don't Kill My Vibe                    | Le certe incertezze              | 3 gennaio 2018   | 15 dicembre 2019 |
| 3  | If You're Reading This, It's Too Late        | Se stai leggendo è troppo tardi  | 10 gennaio 2018  | 15 dicembre 2019 |
| 4  | Starboy                                      | Futura stella                    | 17 gennaio 2018  | 15 dicembre 2019 |
| 5  | C.R.E.A.M. (Cash Rules Everything Around Me) | Cash governa la mia vita         | 24 gennaio 2018  | 15 dicembre 2019 |
| 6  | Cashin' Out                                  | Piccoli risparmi e grandi amori  | 31 gennaio 2018  | 15 dicembre 2019 |
| 7  | Un-Break My Heart                            | Cash cestinato                   | 7 febbraio 2018  | 15 dicembre 2019 |
| 8  | Erase Your Social                            | Asocialmente social              | 14 febbraio 2018 | 15 dicembre 2019 |
| 9  | Who Gon Stop Me                              | La scelta giusta                 | 28 febbraio 2018 | 15 dicembre 2019 |
| 10 | It's Hard Out Here for a Pimp                | Debole per le donne              | 7 marzo 2018     | 15 dicembre 2019 |
| 11 | Safe and Sound                               | Presa di posizione               | 14 marzo 2018    | 15 dicembre 2019 |
| 12 | Crew Love                                    | Inatteso ritorno                 | 21 marzo 2018    | 15 dicembre 2019 |
| 13 | Back & Forth                                 | Tira e molla                     | 28 marzo 2018    | 15 dicembre 2019 |